# سيكلوبيروكس
سيكلوبيروكس (Ciclopirox) (يستخدم في الأعمال التحضيرية يسمى Batrafen, Loprox, Rejuvenail, Mycoster, Penlac و Stieprox) هو دواء اصطناعي من مضادات الفطريات عامل موضعي في علاج الأمراض الجلدية كالداء الفطري الجهازي السطحي. هو أكثر فائدة ضد  النخالية المبرقشة . ، تركيبه الكيميائي سيكلوبيروكس أولامين.

## الاستعمال الطبي
سعفة القدم، سعفة الأرفاغ، سعفة الجسد، السعفة المبرقشة، داء المبيضات الجلدي.

## آلية التأثير
وعلى النقيض من الآزولات وعقاقير مضادات الفطريات الأخرى، فإن آلية العمل من سيكلوبيروكس يصعب فهمها. بيد أنها ضالعة في فقدان وظيفة كتالاز وبيروكسيديز الانزيمات باعتباره آلية للعمل، فضلاً عن مختلف المكونات الأخرى للأيض الخلوي. في دراسة أجريت لزيادة توضيح آلية سيكلوبيروكس، العديدة
يلحق الخلل بعمليات تركيب البروتينات وDNA وRNA ضمن الخلية الفطرية.

## مضادات الاستطباب
فرط الحساسية لهذا المركب.
- الاستخدام خلال الحمل: ينتمي إلى المجموعة B.

## الجرعة
الأطفال أكبر من 10 سنوات والبالغين: طبقه على موضع الآفة مرتين/يوم، إذا لم تتحسن الحالة بعد 4 أسابيع من العلاج يجب إعادة النظر بمدى صحة التشخيص.

## الحرائك الدوائية
- الامتصاص: يُمتص أقل من 2% منه عبر الجلد السليم.
- الارتباط البروتيني: 94% إلى 98%.
- العمر النصفي: 1.7 ساعة.
- الإطراح: يُفرز معظم الكمية الممتصة جهازياً (صغيرة جداً) عبر الكلى والباقي يُطرح مع البراز.

## الآثار الجانبية
تحدث بنسبة 1% إلى 10%:
- عصبية مركزية: ألم.
- موضعية: تخريش، احمرار أو حرق، تدهور الحالة المرضية سريرياً.

## تعليمات خاصة بالمريض
احذر أن يلامس هذا الدواء العينين، أوقفه في حال حدوث حساسية أو تخريش.

## تحذيرات
هذا الدواء معد للاستخدام الخارجي فقط، تجنب وصوله إلى العينين.

## المستحضرات الصيدلانية
- مرهم: 1% (15غ، 30غ، 90غ).
- دهون: 1% (30مل).